# Shiggy Jr.のKEY OF RADIO
Shiggy Jr.のKEY OF RADIO（シギージュニアのキーオブラジオ）は、ニッポン放送制作のラジオ番組である。

## 概要
2016年3月までの1年間、オールナイトニッポン0(ZERO)のパーソナリティを務めた、Shiggy Jr.の冠ラジオ番組。
この番組では、毎月マンスリーゲストを呼び、池田とトークを繰り広げる。

## 放送日時
- 毎週土曜日・21:50 - 22:00

## パーソナリティ
- 池田智子（Shiggy Jr.）

## マンスリーゲスト
- 2016年4月 - 南波志帆
- 2016年5月 - 楠田亜衣奈
- 2016年6月 - カブトムシゆかり
- 2016年7月 - Megu（Negicco）
- 2016年8月 - 吉澤嘉代子
- 2016年9月 - 森夏彦（Shiggy Jr.）

## オフィシャルサイト
- Shiggy Jr.のKEY OF RADIO 公式サイト

| ニッポン放送 土曜日21:50 - 22:00 | ニッポン放送 土曜日21:50 - 22:00 | ニッポン放送 土曜日21:50 - 22:00 |
| 前番組                           | 番組名                           | 次番組                           |
| -------------------------------- | -------------------------------- | -------------------------------- |
| キスマイ北山宏光 ナニキタ        | Shiggy Jr.のKEY OF RADIO         | 春奈るな るなティックワールド    |